# Médecine anti-âge

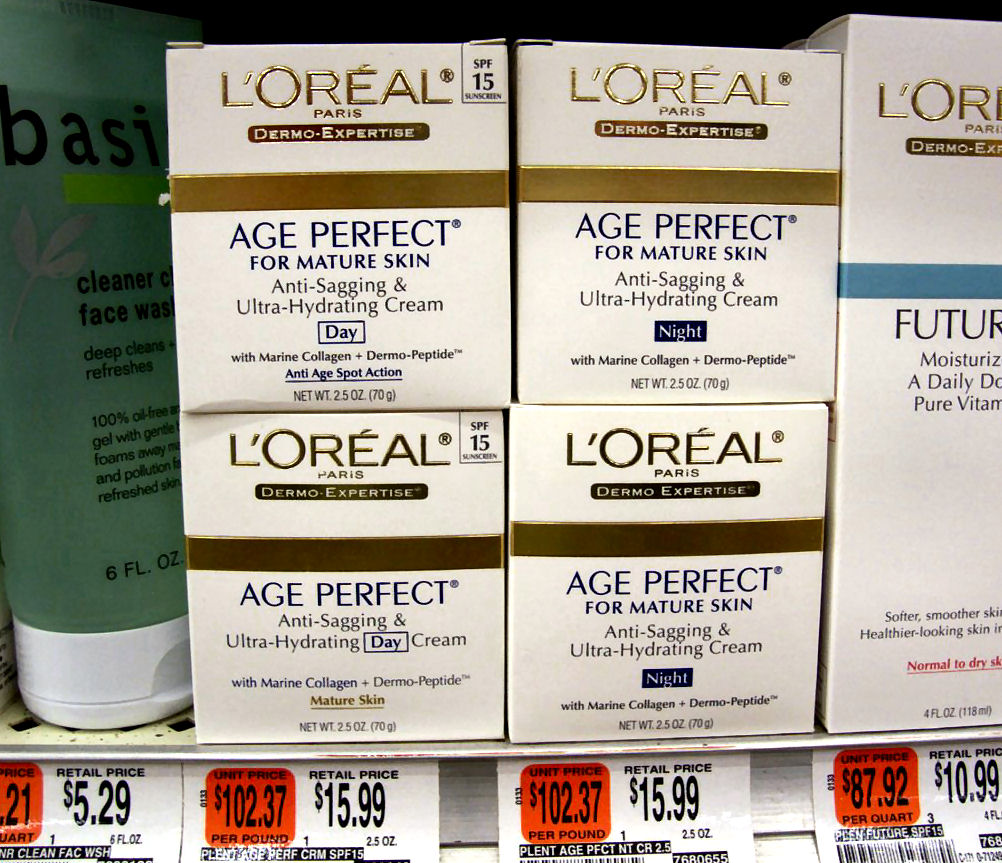
Crèmes anti-âge

La médecine anti-âge est une médecine préventive qui a pour objectif, en combinant les savoirs de la nutrition, de la micronutrition et de l’hormonologie et les techniques de la médecine esthétique (à ne pas confondre avec la chirurgie esthétique), de réduire le risque de vieillissement prématuré, sur le plan psychique, physique et esthétique. 
Le médecin cherchera les perturbations qui surviennent généralement à partir de 40 ans, au moyen de questionnaires et de l’examen approfondi du patient. Un programme personnalisé permet alors d’agir pour préserver son capital santé le plus longtemps possible.

## Historique
La discipline a été créée en 1992 par deux médecins américains, les Drs Ronald Klatz et Robert Goldman, qui ont multiplié les structures et centres de formation sans toujours recevoir l'aval académique local. Le diplôme universitaire de médecine morphologique et anti-âge a été créé en France en 2006.

## Modification des hormones avec l'âge
Certaines hormones ont tendance à augmenter avec l’âge :
- insuline (surtout si surpoids)

Tandis que certaines glandes diminuent leur production d'hormones :
- Thyroïde  : diminution de la production (rôle de la carence en iode)[pas clair].
- Gonades  : diminution (ménopause et andropause).
- Surrénales : DHEA